# Le Grand Frisson
 (août 2025).
Si vous disposez d'ouvrages ou d'articles de référence ou si vous connaissez des sites web de qualité traitant du thème abordé ici, merci de compléter l'article en donnant les références utiles à sa vérifiabilité et en les liant à la section « Notes et références ».
Pour les articles homonymes, voir Le Grand Frisson (homonymie).
Pour plus de détails, voir Fiche technique et Distribution.
Le Grand Frisson (High Anxiety en anglais) est un film américain sorti en 1977 et réalisé par Mel Brooks.
C'est un pastiche de films à suspense, plus particulièrement des films d'Alfred Hitchcock — auquel le film est dédié — et principalement de son film Sueurs froides.

## Synopsis
Le docteur Richard H. Thorndyke (Mel Brooks), célèbre prix Nobel de psychiatrie, est nommé à la direction d'un asile psychiatrique de Los Angeles dont le directeur est mort de manière mystérieuse. L'éminent psychiatre découvre peu à peu les patients et les médecins qui semblent lui cacher quelque chose.
Victime d'une machination lors d'un congrès à San Francisco, Thorndyke devra faire face à ses crises d'anxiété aiguës pour 
prouver son innocence.

## Fiche technique
- Titre français : Le Grand Frisson
- Titre original : High Anxiety
- Réalisation : Mel Brooks
- Scénario : Mel Brooks, Ron Clarke, Rudy De Luca, Barry Levinson
- Musique : John Morris
- Photographie : Paul Lohmann
- Montage : John C. Howard (en)
- Production : Mel Brooks
- Société de production : 20th Century Fox
- Pays :  États-Unis
- Langue : Anglais
- Format : Couleurs (Deluxe) - 1.85:1
- Genre : Comédie
- Durée : 94 minutes
- Public : Tous

## Distribution
- Mel Brooks (VF : Jacques Fabbri) : Dr Richard Harpo Thorndyke
- Cloris Leachman (VF : Lita Recio) : l'infirmière Charlotte Diesel
- Harvey Korman (VF : Bernard Dhéran) : Dr Charles Montague (Dr Charles Montaigu en VF)
- Madeline Kahn : Victoria Brisbane
- Ron Carey (VF : Pierre Trabaud) : Brophy
- Howard Morris (VF : Philippe Dumat) : Professeur Lilloman
- Dick Van Patten (VF : Jacques Ciron) : Dr Wentworth
- Rudy De Luca : "Croc d'acier"
- Jack Riley : Le réceptionniste de l'hôtel
- Barry Levinson : Le garçon d'étage
- Frank Campanella : Le barman
- Robert Ridgely : Flasher